# Wołodymyr Danyluk
Wołodymyr Ołeksandrowycz Danyluk (ukr. Володимир Олександрович Данилюк, ros. Владимир Александрович Данилюк, Władimir Aleksandrowicz Daniluk; ur. 4 lipca 1947 w Stryju, w obwodzie lwowskim, zm. 28 lutego 2024 we Lwowie) – ukraiński piłkarz, grający na pozycji napastnika.

## Kariera piłkarska

### Kariera klubowa
Po ukończeniu szkoły w Stryju rozpoczął karierę piłkarską w drużynie Naftowyk Drohobycz. W końcu 1965 roku w Drohobyczu odbył się mecz towarzyski z klubem Karpaty Lwów, po którym młody napastnik trafił do Karpat. 10 kwietnia 1966 debiutował w składzie Karpat, jednak szereg kontuzji nie pozwolił jemu pokazać swoje strzeleckie zdolności. Od 1968 został podstawowym piłkarzem jedenastki Karpat. W tym że roku został królem strzelców klubu z 21 bramkami w 33 meczach. W 1970 Karpaty zdobyli awans do Wysszej Ligi ZSRR, w której występował do 1977. Za siedem sezonów w najwyższej lidze radzieckiej rozegrał 142 meczów i strzelił 42 bramki. W 1978 ukończył karierę piłkarską w wieku 31 lat. Jego koszulkę z numerem "9" otrzymał następny znany strzelec w historii Karpat Stepan Jurczyszyn. Potem jeszcze 3 miesiące pograł w trzecioligowej drużynie Kołos Nikopol.

### Kariera reprezentacyjna
Występował w młodzieżowej reprezentacji ZSRR.

## Kariera trenerska
Po zakończeniu kariery piłkarskiej rozpoczął pracę w Internacie Sportowym we Lwowie na stanowisku trenera wykładowcy. Najbardziej znanymi jego wychowankami byli Władimir Tatarczuk i Wołodymyr Riznyk.

## Sukcesy i odznaczenia
- Mistrz Pierwoj Ligi ZSRR: (1x)

1970
- zdobywca Pucharu ZSRR: (1x)

1969
- Jest absolutnym rekorzistą w ilości strzelonych bramek w historii Karpat Lwów - 88 bramek.
- Nagrodzony tytułem Mistrz Sportu ZSRR.
- Nagrodzony tytułem Zasłużony Trener Ukrainy.